# High Frame Rate
Pour les articles homonymes, voir HFR.
Les termes cadence élevée ou high frame rate (HFR) en anglais désignent une technologie d'affichage dont les spécificités techniques définies en images par seconde (i/s) sont supérieures aux standards historiques de l'audiovisuel.
Pour le cinéma, la cadence élevée désigne une fréquence d'affichage supérieure au standard historique de 24 images par seconde. Cette fréquence d'affichage est généralement un multiple de 24 : 48 i/s (=24x2), 72 i/s (=24x3), 96 i/s (=24x4), 120 i/s (=24x5). Pour la télévision, cela correspond à une cadence supérieure aux normes de télévision historiques à 525 lignes et 625 lignes (correspondant aux cadences respectives de 30 i/s et 25 i/s en mode entrelacé) exploitées jusqu'aux années 2020. Par ailleurs, les cadences élevées sont également exploitées dans l'univers vidéographique informatique ainsi que les jeux vidéo.

## Histoire et technique
Exploitées depuis le milieu des années 1990 dans le secteur audiovisuel, pour la haute définition puis plus particulièrement en format numérique au début des années 2000, ce type de cadences exploite notamment le principe d'affichage alterné ou entrelacé symbolisé par la lettre « i » à 50 ou 100 Hz, à 50 ou 60 images entières par seconde en mode progressif symbolisé par la lettre « p », dont par exemple, les différents formats de résolution 720p, 1080p ou 1080i.
Plusieurs technologies non standardisées de projection publique, notamment à 48 images par seconde, sont expérimentées et exploitées provisoirement dès 1992 comme le format « HD IMAX ». Ce dispositif est testé au Canada, dans le Pavillon de l'Exposition universelle de 1992, avec le film Momentum ; mais il est jugé trop coûteux et finalement abandonné. Le parc d'attractions à thèmes Europa-Park exploite ce système jusqu'au milieu des années 1990. L'attraction « Soarin' Over California », originellement construite pour le parc Disney California Adventure, propose un système combinant HD IMAX et IMAX Dome.
Un procédé concurrent nommé Showscan (à 48 ou 60 i/s en pellicule 70 mm) est exploité sur certaines scènes à effets spéciaux, dans plusieurs films de cinéma et certaines attractions visuelles comme au Futuroscope ; mais ce format est progressivement abandonné [réf. souhaitée].

## Usage dans l'industrie cinématographique
L'utilisation des cadences élevées pour le cinéma sont censées augmenter le confort de visionnage de films en relief stéréoscopique ou trois dimensions 3D notamment à 120 i/s. Les mouvements de camera sont alors perçus subjectivement comme étant plus fluides lors des travellings, en évitant l'effet saccadé engendré par la rapidité du mouvement, ainsi que lors des effets de ralentis.
Certains films sont tournés en cadence élevée (48 images par seconde) comme Le Hobbit : Un voyage inattendu de Peter Jackson, ainsi que ses deux suites, La Désolation de Smaug et La Bataille des Cinq Armées. Toutefois, la plupart des salles qui les projette ne sont pas équipées de projecteurs numériques de seconde génération, matériel nécessaire à la restitution de toute l'information disponible.
Le film Avatar : La Voie de l'eau utilise également la cadence élevée : certaines scènes du film ont été tournées en 48 i/s, et d'autres à la vitesse standard de 24 i/s. L'alternance des deux vitesses a été gérée par le logiciel TrueCut Motion de Pixelworks. Ainsi, le film a été projeté à 48 i/s dans les salles équipées, le nombre d'images des scènes tournées à vitesse standard ayant été doublé. Le but est de conserver un flou de mouvement le plus naturel possible, tout en bénéficiant des avantages du HFR pour la 3D.